# Bicyclus
Bicyclus is een geslacht van vlinders uit de familie van de Nymphalidae, uit de onderfamilie van de Satyrinae. Dit geslacht is voor het eerst wetenschappelijk beschreven door William Forsell Kirby in een publicatie uit 1871. 
De soorten van dit geslacht komen alleen in het Afrotropisch gebied voor.

## Soorten
- Bicyclus abnormis (Dudgeon, 1909)
- Bicyclus albocincta (Rebel, 1914)
- Bicyclus alboplaga (Rebel, 1914)
- Bicyclus amieti Libert, 1996
- Bicyclus analis (Aurivillius, 1895)
- Bicyclus angulosa (Butler, 1868)
- Bicyclus anisops (Karsch, 1892)
- Bicyclus anynana (Butler, 1879)
- Bicyclus auricruda (Butler, 1868)
- Bicyclus aurivillii (Butler, 1896)
- Bicyclus bergeri Condamin, 1965
- Bicyclus brakefieldi Brattström, 2012
- Bicyclus brunnea (Jackson, 1951)
- Bicyclus buea (Strand, 1912)
- Bicyclus campa (Karsch, 1893)
- Bicyclus campina (Aurivillius, 1901)
- Bicyclus choveti Libert, 1996
- Bicyclus collinsi Aduse-Poku, 2016
- Bicyclus condamini van Son, 1963
- Bicyclus cooksoni (Druce, 1905)
- Bicyclus cottrelli (van Son, 1952)
- Bicyclus danckelmani (Rogenhofer, 1891)
- Bicyclus dekeyseri (Condamin, 1958)
- Bicyclus dentata (Sharpe, 1898)
- Bicyclus dorothea (Cramer, 1779)
- Bicyclus dubia (Aurivillius, 1893)
- Bicyclus elishiae Brattström, 2015
- Bicyclus ena (Hewitson, 1877)
- Bicyclus ephorus Weymer, 1892
- Bicyclus evadne (Cramer, 1779)
- Bicyclus feae (Aurivillius, 1910)
- Bicyclus funebris (Guérin-Méneville, 1844)
- Bicyclus golo (Aurivillius, 1893)
- Bicyclus graueri (Rebel, 1914)
- Bicyclus heathi Brattström, 2015
- Bicyclus hewitsoni (Doumet, 1861)
- Bicyclus howarthi Condamin, 1963
- Bicyclus hyperanthus (Bethune-Baker, 1908)
- Bicyclus iccius (Hewitson, 1865)
- Bicyclus ignobilis (Butler, 1870)
- Bicyclus istaris (Plötz, 1880)
- Bicyclus italus (Hewitson, 1865)
- Bicyclus ivindo Vande weghe, 2007
- Bicyclus jacksoni Condamin, 1961
- Bicyclus jefferyi Fox, 1963
- Bicyclus kenia (Rogenhofer, 1891)
- Bicyclus kiellandi Condamin, 1986
- Bicyclus lamani (Aurivillius, 1900)
- Bicyclus larseni Vande weghe, 2009
- Bicyclus madetes (Hewitson, 1874)
- Bicyclus maesseni Condamin, 1971
- Bicyclus makomensis (Strand, 1913)
- Bicyclus mandanes Hewitson, 1873
- Bicyclus martius (Fabricius, 1793)
- Bicyclus matuta (Karsch, 1894)
- Bicyclus medontias (Hewitson, 1873)
- Bicyclus mesogena (Karsch, 1894)
- Bicyclus mesogenina (Grünberg, 1911)
- Bicyclus milyas (Hewitson, 1864)
- Bicyclus mollitia (Karsch, 1895)
- Bicyclus moyses Condamin & Fox, 1964
- Bicyclus nachtetis Condamin, 1965
- Bicyclus neustetteri (Rebel, 1914)
- Bicyclus nobilis (Aurivillius, 1893)
- Bicyclus ottossoni Brattström, 2015
- Bicyclus pareensis Collins & Kielland, 2008
- Bicyclus pavonis (Butler, 1876)
- Bicyclus persimilis (Joicey & Talbot, 1921)
- Bicyclus procora (Karsch, 1893)
- Bicyclus rhacotis (Hewitson, 1866)
- Bicyclus rileyi Condamin, 1961
- Bicyclus safitza (Westwood, 1850)
- Bicyclus sambulos (Hewitson, 1877)
- Bicyclus sanaos (Hewitson, 1866)
- Bicyclus sandace (Hewitson, 1877)
- Bicyclus sangmelinae Condamin, 1963
- Bicyclus saussurei (Dewitz, 1879)
- Bicyclus sciathis (Hewitson, 1866)
- Bicyclus sealeae Collins & Larsen, 2008
- Bicyclus sebetus (Hewitson, 1877)
- Bicyclus sigiussidorum Brattström, 2015
- Bicyclus similis Condamin, 1963
- Bicyclus simulacris Kielland, 1990
- Bicyclus smithi (Aurivillius, 1899)
- Bicyclus sophrosyne (Plötz, 1880)
- Bicyclus subtilisurae Brattström, 2015
- Bicyclus suffusa (Riley, 1921)
- Bicyclus sweadneri Fox, 1963
- Bicyclus sylvicolus Condamin, 1965
- Bicyclus taenias (Hewitson, 1877)
- Bicyclus tanzanicus Condamin, 1986
- Bicyclus technatis (Hewitson, 1877)
- Bicyclus trilophus (Rebel, 1914)
- Bicyclus uniformis (Bethune-Baker, 1908)
- Bicyclus uzungwensis Kielland, 1990
- Bicyclus vandeweghei Brattström, 2015
- Bicyclus vansoni Condamin, 1965
- Bicyclus vulgaris (Butler, 1868)
- Bicyclus wakaensis Vande weghe, 2009
- Bicyclus xeneas (Hewitson, 1866)
- Bicyclus xeneoides Condamin, 1961
- Bicyclus zinebi (Butler, 1869)